# To the Beautiful You
To the Beautiful You (tạm dịch: "Gửi người xinh tươi", Hàn tự: 아름다운 그대에게, Phiên âm: A-reum-da-woon Geu-dae-e-ge) còn có tên tiếng Anh chính thức là For You in Full Blossom (gọi tắt là For You), hay còn được gọi là Hana-Kimi Hàn và tên bộ phim khi được trình chiếu tại Việt Nam là Chỉ vì yêu - là bộ phim truyền hình thần tượng Hàn Quốc được sản xuất năm 2012 bởi sự cộng tác của công ty SM Entertainment và đài truyền hình SBS với sự tham gia diễn xuất của Choi Min-ho (thành viên nhóm nhạc SHINee), Sulli Choi (thành viên nhóm nhạc f(x)) và Lee Hyeon-woo cùng sự góp mặt của nhiều thần tượng K-pop, trong đó có nhóm nhạc tân binh EXO. Bộ phim bắt đầu lên sóng vào ngày 15/8/2012 trên kênh SBS Hàn Quốc.
Bộ phim là tác phẩm chuyển thể từ bộ truyện tranh Nhật Bản mang tên Hanazakari no Kimitachi e (hay thường gọi tắt là Hana-Kimi) của tác giả Nakajou Hisaya và là một tác phẩm làm lại từ loạt phim truyền hình Hanazakari no Kimitachi e ~Ikemen-Paradise~ của đài truyền hình Fuji TV sản xuất năm 2006 của Nhật Bản.

## Thông tin bên lề
Ngày 10/3/2011, SM Entertainment thông báo rằng họ đã nhận được sự cho phép sản xuất một bộ phim truyền hình dựa trên một bộ truyện tranh Nhật Bản (hay còn gọi là manga). Công bố viên tiết lộ: "Phiên bản Hàn Quốc của bộ phim sẽ có tổng cộng 16 tập, tái hiện một câu chuyện trẻ trung về niềm hy vọng và ước mơ được thổi một luồng gió mới. Mặc dù là một câu chuyện của lứa tuổi mới lớn dễ thương và hài hước, nhưng cốt truyện của bộ phim không vì thế mà kém phần mạnh mẽ và hiện thực. Với một dàn diễn viên tài năng, xinh đẹp, chúng tôi dự kiến sẽ cho lên sóng bộ phim vào mùa hè này."
Sau hàng loạt các lượt dự đoán, bình chọn về thành phần diễn viên cùng với một lực lượng ứng cử viên lớn áp đảo từ phía dàn "sao" của SM Entertainment, bao gồm: TVXQ!, Super Junior, Girls' Generation, SHINee, f(x), EXO... cuối cùng, Min-ho của SHINee và Sulli của f(x) được công bố là diễn viên chính của bộ phim vào ngày 26/4/2012. Thông tin cũng được xác nhận bộ phim được đạo diễn bởi Jeon Ki-sang của đài SBS Hàn Quốc, người đã đạo diễn nên bộ phim Boys Over Flowers có tiếng vang trước đó. Ngày 24/5/2012, biên kịch của bộ phim được công bố là Lee Young-cheol - người cũng là đồng biên kịch của loạt phim tình huống hài hước (hay còn gọi là sitcom) High Kick! trước đó. Vào ngày 6/6/2012, thành viên nhóm nhạc ZE:A - Hwang Kwang-hee được xác nhận sẽ tham gia vào dàn diễn viên cùng với thành viên L của nhóm Infinite. Ngày 7/6/2012, đến lượt Seo Joon-young xác nhận tham gia vào bộ phim. Ngày 8/6/2012, Kang Kyeong-joon được xác nhận sẽ tham gia bộ phim với vai trò thầy giáo bộ môn Giáo dục thể chất, trong khi Ki Tae-young sẽ đóng vai bác sỹ của trường học, người phát hiện ra bí mật của nữ chính đầu tiên. Lee Young-eun sẽ đóng vai cô giáo, người có quan hệ tình tay ba với Kang Kyeong-joon và Ki Tae-young. Kang Ha-neul đóng vai đối thủ của nam chính, và An Hye-kyeong cùng Lee Han-wi cũng đồng thời tham gia diễn xuất. Sau nhiều dự đoán khác nhau trước đó, cuối cùng Lee Hyeon-woo được chọn vào vai nam thứ quan trọng ngày 13/6/2012. Thêm vào đó, Kim Ji-won được duyệt vào danh sách ngày 14/6/2012 và Yoo Min-kyoo được xác nhận vào ngày 10/7/2012. Ngày 12/7/2012, Ko So-young cũng xác nhận sẽ trở lại màn ảnh nhỏ với một vai tham dự vào bộ phim.
Buổi đọc kịch bản đầu tiên diễn ra ngày 7/6/2012 tại Trung tâm sản xuất Il-san của đài SBS. Ngày 9/7/2012, Min-ho cùng Sulli, Lee Hyeon-woo, Kwang-hee và các thành viên của nhóm nhạc EXO tham dự buổi chụp hình áp-phích quảng cáo cho bộ phim. Để chuẩn bị cho vai diễn Tae-joon, Min-ho đã phải theo học huấn luyện viên Kim Tae-young, cựu vận động viên Nhảy cao quốc gia Hàn Quốc và là một trong các thành viên của Hiệp hội Điền kinh nước này trong một tháng rưỡi, kỷ lục cá nhân của ông là 180 cm. Bộ phim bắt đầu được thu hình từ đầu tháng 7/2012. Trong buổi phỏng vấn với tạp chí Vogue Girl Hàn Quốc, Min-ho xác nhận bộ phim sẽ lên sóng tập đầu tiên vào ngày 15/8/2012, thay vì dự kiến 8/8/2012 trước đó. Học viện quốc tế Han-kook, thành phố Yong-in, tỉnh Kyeong-ki đã được sử dụng làm quang cảnh cho ngôi trường nam sinh trong phim - Trường Trung học Thể dục - Thể thao Genie, và những cảnh quay mùa hè sẽ diễn ra tại đảo An-myeon, Hàn Quốc. Để có được những cảnh quay bộ môn nhảy cao đẹp nhất, Min-ho đã phải luyện tập rất chăm chỉ với giáo trình gấp rút cùng sự hướng dẫn của huấn luyện viên Kim Tae-young và trường quay đã phải lắp đặt dàn camera 105 high-speed.
Bộ phim tuy không thành công về mặt rating nhưng lại nhận được phản ứng tích cực của người xem lẫn giới phê bình dù mô típ Nữ giả Nam không còn xa lạ trên màn ảnh. Các diễn viên chính lần phụ đều hoàn thành vai diễn của mình một cách xuất sắc. Đây cũng được xem là bộ phim quy mô nhiều thần tượng nhất xứ kim chi trong năm 2012.

## Nội dung sơ lược
Kang Tae-joon (do Min-ho đóng) là vận động viên từng đoạt huy chương Vàng Olympic Quốc tế bộ môn Nhảy cao với kỉ lục 2m30, nhưng do bị chấn thương nặng, Tae-joon bị chìm vào trong vũng lầy của sự khủng hoảng tuyệt vọng. Để giúp lấy thần tượng của mình, một cô gái tên Goo Jae-hee (do Sulli đóng) đã quyết định bay từ Mỹ về Hàn Quốc và cải trang nam sinh để có thể trà trộn vào ngôi trường mà Tae-joon đang theo học - Trường Trung học Thể dục - Thể thao Genie. Kể từ đó những chuyện dở khóc dở cười liên tiếp xảy ra. Dần dần Tae-joon đã được tình cảm cùng sự chân thành của Jae-hêe thức tỉnh, khiến anh có động lực để trở lại với bộ môn nhảy cao. Cuối cùng anh đã vượt qua chấn thương và lấy lại phong độ trong sự nghiệp thể thao của mình và nhận ra tình cảm của mình dành cho Jae-Hêe.

## Diễn viên

### Diễn viên chính
- Sulli Choi vai Goo Jae Hee (Gia Tại Hy), tên tiếng Anh là Jay Dawson: Nữ sinh trung học, sống ở Mỹ, tài năng Điền kinh, là người hâm mộ nhiệt tình của Tae Joon, lặn lội trở về Hàn Quốc giả trang nam sinh vào Trường Trung học Thể dục - Thể thao Genie với ước muốn giúp Tae Joon có thể nhảy trở lại.
- Choi Minho vai Kang Tae Joon (Khương Thái Tuấn): Nam sinh trung học, đẹp trai, là vận động viên từng đoạt huy chương Vàng Đại hội Thể dục - Thể thao dành cho Thanh thiếu niên Thế giới bộ môn Nhảy cao, người mẫu, được nhiều cô gái đem lòng yêu mến, tuy nhiên do bị chấn thương nặng nên đã chìm vào khủng hoảng.
- Lee Hyeon-woo vai Cha Eun Gyeol (Xa Ân Giang): Nam sinh trung học, tài năng Bóng đá, tính tình vui vẻ, hoạt bát, đẹp trai, được nhiều cô gái yêu mến nhưng vẫn là một anh chàng hồn nhiên, đột nhiên "rơi vào lưới tình" với Jae Hee và có những suy nghĩ kỳ quặc sau đó.
- Kim Ji Won vai Seol Han Na (Sơn Hán Na): Nữ sinh trung học, tài năng Thể dục dụng cụ, người mẫu, mệnh danh là "Cô tiên quốc dân", con gái gia đình giàu có, có thân hình và gương mặt hoàn hảo, tuy tính cách liều lĩnh, bướng bĩnh nhưng lại trở nên dịu dàng khi đứng trước Tae Joon.
- Seo Joon Young vai Ha Seung Ri (Hà Thắng Lợi): Nam sinh trung học, trưởng ký túc xá 2, đội trưởng đội Điền kinh, tính tình mạnh mẽ, là bậc đại trượng phu, được các học sinh trong trường kính nể, là người luôn xuất hiện đúng lúc và tận tình giúp đỡ Jae Hee từ ngày đầu tiên.

### Diễn viên phụ
- Ki Tae-young vai Jang Min-woo (Trương Mân Vũ): Bác sỹ trường học, cậu của Seung-ri, hành tung bí ẩn, tính cách có một không hai, là người phát hiện ra bí mật của Jae-hee đầu tiên nhưng không tiết lộ ra mà vẫn âm thầm giúp đỡ cô như một thần hộ mệnh.
- Hwang Kwang-hee vai Song Jong-min (Tống Chung Dân): Nam sinh trung học, không ưa Jae-hee ngay từ cái nhìn đầu tiên, luôn cố tình trêu chọc Jae-hee nhưng thật ra bên trong lại là người có tấm lòng ấm áp, đặc biệt thích dùng các loại son môi.
- Kang Ha-neul vai Min Hyun-jae (Mẫn Huyễn Tài): Nam sinh trung học, thành viên đội tuyển Nhảy cao quốc gia, bạn cùng phòng của Eun-gyeol, đối thủ của Tae-joon.
- Yoo Min-kyoo vai Jo Young-man (Triệu Anh Mãn): Nam sinh trung học, trưởng ký túc xá 1, thành viên đội võ Đài Quyền Đạo, vẻ ngoài thô kệch nhưng lại là người giàu cảm xúc.
- Kim I-an vai Na Cheol-soo (La Triết Tu): Nam sinh trung học, trưởng ký túc xá 3, thích mọi người gọi mình là Charles, là người tự cho mình là thông minh xuất chúng, vô cùng hâm mộ nghệ thuật và sân khấu cuồng nhiệt.
- Kang Kyeong-joon vai Baek Kwang-min (Bạch Quang Mẫn): Huấn luyện viên, tính tình khắt khe, nghiêm khắc, có biệt danh "Kang Cuồng dại", nhưng khi đứng trước So-jeong lại chỉ là một người đàn ông ngốc nghếch.
- Lee Young-eun vai Lee So-jeong (Lý Tố Tĩnh): Nữ giáo viên, giáo viên chủ nhiệm lớp của Tae-joon, Jae-hee, Eun-gyeol, có quan hệ tình tay ba với Kwang-min và Min-woo.
- Lee A-hyeon vai Jang Sil-jang (Trương Thực Tường): Người quản lý hoàn hảo của Tae-joon và Han-na.
- An Hye-kyeong vai Yang Seo-yoon (Dương Thư Duẫn): Nữ phóng viên thể thao.
- Seon Woo-jae-deok vai Kang Keun-wook (Khương Căn Húc): Bố của Tae-joon, vẻ ngoài lạnh lùng, vô cảm nhưng thực ra lại rất quan tâm đến con trai của mình.
- Lee Han-wi vai Hwang Kye-bong (Hoàng Khởi Phụng): Hiệu trưởng trường học.
- Julien Kang vai Daniel Phillip Dawson: Anh trai kế của Jae-hee (mẹ Jae-hee sau khi trở thành quả phụ đã tái hôn cùng bố của Daniel), tiến sỹ Y học làm việc tại trường Đại học Y học Johns Hopkins tại Mỹ, anh đến Hàn Quốc để làm việc, tranh thủ đến thăm Jae-hee, tình cờ phát hiện ra việc Jae-hee giả nam nên anh cố gắng đưa Jae-hee trở về Mỹ.
- Yu-ra (thành viên nhóm nhạc Girl's Day) vai Lee Eun-young (Lý Ân Anh): Nữ sinh trung học, bạn học của Han-na, thành viên chính thức fan-club của Tae-joon.
- Jeong Hye-sung vai Hong Bo-hee (Hồng Bảo Hy): Nữ sinh trung học, bạn học của Han-na, thành viên chính thức fan-club của Tae-joon.
- Song Soo-ji vai Sin Myeong-hwa (Tần Minh Hoa): Nữ sinh trung học, bạn học của Han-na, thành viên chính thức fan-club của Tae-joon.
- Nam Ji-hyeon vai Hong Da-hae (Hồng Đa Hải): Bạn cùng bàn với Eun-gyeol hồi cấp 1, thích Eun-gyeol nhưng trong tâm trí Eun-gyeol, cô chỉ là "chuyên gia bắt nạt". Da-hae chuyển sang Mỹ học vi-ô-lông, trở về Hàn Quốc với mục đích trở thành người yêu của Eun-gyeol.
- Guzal Tursunova vai Julia Maxwell: Nữ sinh trung học, người Mỹ, bạn thân của Jae-hee tại Mỹ.

### Khách mời
- Kai và Baek Hyun của EXO trong vai học sinh cùng trường với Jae-hee (tập 1).
- Sang Choo (thành viên nhóm nhạc Mighty Mouth) vai Kim Jin-soo: Học sinh năm ba, người có xích mích với Jae-hee sau khi đánh nhau với cô trong nhà vệ sinh (tập 1, 6).
- Ko Soo-hee vai bà cấp dưỡng khó tính (tập 2).
- Hong Rocky vai DJ trong buổi tiệc chúc mừng của ký túc xá 2 (tập 2).
- EXO-K vai nhóm học sinh dance cover MAMA trong buổi tiệc chúc mừng của ký túc xá 2 (tập 2).
- Jeong Yoo-keun (từng tham gia chương trình thực tế Hello Baby cùng SHINee) vai Jae-gyeol: Con trai trong tưởng tượng của Eun-gyeol với Jae-hee (tập 4).
- Kang Chan-hee vai Tae-joon lúc nhỏ (tập 4).
- LEDApple vai ban nhạc trường học mang tên Shut Up! (tập 6).
- Kim Woo-bin vai John Kim: Nhiếp ảnh gia, bạn của Jae-hee tại Mỹ, anh quý Jae-hee và đến Hàn Quốc công tác, tính tình kỳ quặc, thích đùa dai (tập 9, 10).

## Nhạc phim

### Part.1
Phát hành ngày 15/8/2012 tại Hàn Quốc, bao gồm:
- "Butterfly" trình bày bởi Jessica của Girls' Generation và Krystal của f(x)
- "Stand Up" trình bày bởi J-Min

### Part.2
Phát hành ngày 22/8/2012 tại Hàn Quốc, bao gồm:
- "It's Me" trình bày bởi Sunny của Girls' Generation và Luna của f(x)
- "In Your Eyes" trình bày bởi ONEW của SHINee

### Part.3
Phát hành ngày 29/8/2012 tại Hàn Quốc, bao gồm:
- "To the Beautiful You / For You in Full Blossom (Rise & Shine)" trình bày bởi Kyu-hyun của Super Junior và Tiffany của Girls' Generation
- "SKY" trình bày bởi Super Junior-K.R.Y

### Part.4
Phát hành ngày 5/9/2012 tại Hàn Quốc, bao gồm:
- "Closer" trình bày bởi Taeyeon của Girls' Generation
- "Maybe..." trình bày bởi Dana của The Grace

### Full Album
Phát hành ngày 19/9/2012 tại Hàn Quốc, bao gồm các ca khúc trong 4 single trước kèm theo các ca khúc, bản nhạc nền mới, bao gồm:
- "U" trình bày bởi Tae-min của SHINee
- "Butterfly (Acoustic Ver.)" trình bày bởi Jessica của Girls' Generation và Krystal của f(x)
- "Road to Winning"
- "The Flying Boy"
- "I'm A Transfer"
- "Love Is All Around"
- "Love, Love, L
- "Oh! Lovely Day"
- "My Mom's Memories"
- "The Day"
- "Windows of My Eyes"
- "Nervous Dream"
- "Fallen Angel"
- "One Fine Day"
- "One Somber Day"
- "Good Man"
- "Stay Forever"

## Đánh giá
Theo AGB Nielsen Media Research, tập công chiếu trên toàn quốc được đánh giá với 7.4 % người xem, xếp sau đối thủ của nó là Arang Sử đạo truyện của MBC với 13.3 % của tập đầu và 19.4 % bộ phim Bridal Mask của KBS.
| Tập #      | Ngày chiếu tại Hàn Quốc | Thị phần khán giả bình quân | Thị phần khán giả bình quân | Thị phần khán giả bình quân | Thị phần khán giả bình quân |
| Tập #      | Ngày chiếu tại Hàn Quốc | TNmS Ratings                | TNmS Ratings                | AGB Nielsen                 | AGB Nielsen                 |
| Tập #      | Ngày chiếu tại Hàn Quốc | Toàn quốc                   | Vùng thủ đô Seoul           | Toàn quốc                   | Vùng thủ đô Seoul           |
| ---------- | ----------------------- | --------------------------- | --------------------------- | --------------------------- | --------------------------- |
| 1          | 15 tháng 8 2012         | 6,4%                        | 7,9%                        | 7,3%                        | 9,3%                        |
| 2          | 16 tháng 8 2012         | 5,8%                        | 7,0%                        | 5,7%                        | 8,1%                        |
| 3          | 22 tháng 8 2012         | 4,8%                        | 5,7%                        | 5,1%                        | 8,4%                        |
| 4          | 23 tháng 8 2012         | 5,9%                        | 7,2%                        | 5,4%                        | 8,4%                        |
| 5          | 29 tháng 8 2012         | 4,3%                        | 5,1%                        | 4,8%                        | 7,9%                        |
| 6          | 30 tháng 8 2012         | 5,8%                        | 8,4%                        | 5,6%                        | 8,5%                        |
| 7          | 5 tháng 9 2012          | 4,7%                        | 8,3%                        | 4,6%                        | 7,8%                        |
| 8          | 6 tháng 9 2012          | 5,4%                        | 8,7%                        | 5,4%                        | 7,6%                        |
| 9          | 12 tháng 9 2012         | 5,5%                        | 6,7%                        | 5,4%                        | 7,9%                        |
| 10         | 13 tháng 9 2012         | 5,8%                        | 9,9%                        | 5,8%                        | 8,6%                        |
| 11         | 19 tháng 9 2012         | 4,3%                        | 5,3%                        | 4,2%                        | 7,3%                        |
| 12         | 20 tháng 9 2012         | 5,1%                        | 8,1%                        | 4,6%                        | 7,3%                        |
| 13         | 26 tháng 9 2012         | 4,4%                        | 5,3%                        | 4,4%                        | 8,0%                        |
| 14         | 27 tháng 9 2012         | 4,8%                        | 8,4%                        | 4,8%                        | 8,0%                        |
| 15         | 3 tháng 10 2012         | 4,0%                        | 4,7%                        | 4,1%                        | 8,7%                        |
| 16         | 4 tháng 10 2012         | 5,3%                        | 5,6%                        | 5,2%                        | 5,9%                        |
| Trung bình | Trung bình              | 5,1%                        | -                           | 5,1%                        | -                           |

### Đánh giá (Philippines)
| Ngày             | Tập        | Toàn quốc (Kantar Media) | Mega Manila (AGB Nielsen) |
| ---------------- | ---------- | ------------------------ | ------------------------- |
| 15 tháng 4, 2013 | 01         | 10,4%                    | 8,1%                      |
| 16 tháng 4, 2013 | 02         | 8,9%                     | 8,2%                      |
| 17 tháng 4, 2013 | 03         | 10,1%                    | 7,8%                      |
| 18 tháng 4, 2013 | 04         | 9,3%                     | 7,7%                      |
| 19 tháng 4, 2013 | 05         | 9,7%                     | 7,4%                      |
| 22 tháng 4, 2013 | 06         | 9,7%                     | 8,3%                      |
| 23 tháng 4, 2013 | 07         | 9,3%                     | 7,9%                      |
| 24 tháng 4, 2013 | 08         | 9,4%                     | 8,8%                      |
| 25 tháng 4, 2013 | 09         | 10,1%                    | 8,4%                      |
| 26 tháng 4, 2013 | 10         | 9,7%                     | 9,5%                      |
| 29 tháng 4, 2013 | 11         | 7,8%                     | 8,8%                      |
| 30 tháng 4, 2013 | 12         | 9,6%                     | 8,7%                      |
| 1 tháng 5, 2013  | 13         | 8,9%                     | 8,4%                      |
| 2 tháng 5, 2013  | 14         | 9,9%                     | 9,3%                      |
| 3 tháng 5, 2013  | 15         | 9,4%                     | 9,2%                      |
| 6 tháng 5, 2013  | 16         | 9,9%                     | 8,7%                      |
| 7 tháng 5, 2013  | 17         | 13,1%                    | 8,3%                      |
| 8 tháng 5, 2013  | 18         | 8,6%                     | 10,1%                     |
| 9 tháng 5, 2013  | 19         | 10,9%                    | 7,6%                      |
| 10 tháng 5, 2013 | 20         | 11,3%                    | 9,4%                      |
| 14 tháng 5, 2013 | 21         | 15,0%                    | 11,0%                     |
| 15 tháng 5, 2013 | 22         | 11,7%                    | 10,9%                     |
| 16 tháng 5, 2013 | 23         | 11,1%                    | 10,3%                     |
| 17 tháng 5, 2013 | 24         | 10,4%                    | 10,5%                     |
| 20 tháng 5, 2013 | 25         | 11,6%                    | 8,7%                      |
| 21 tháng 5, 2013 | 26         | 11,1%                    | 9,6%                      |
| 22 tháng 5, 2013 | 27         | 11,4%                    | 9,7%                      |
| 23 tháng 5, 2013 | 28         | 11,0%                    | 10,8%                     |
| 24 tháng 5, 2013 | 29         | 13,4%                    | 11,1%                     |
| 27 tháng 5, 2013 | 30         | 9,6%                     | 11,2%                     |
| 28 tháng 5, 2013 | 31         | 12,9%                    | 9,2%                      |
| 29 tháng 5, 2013 | 32         | 11,6%                    | 9,7%                      |
| 30 tháng 5, 2013 | 33         | 10,7%                    | 10,6%                     |
| 31 tháng 5, 2013 | 34         | 11,4%                    | 9,4%                      |
| 3 tháng 6, 2013  | 35         | 10,9%                    | 9,5%                      |
| 4 tháng 6, 2013  | 36         | 10,6%                    | 8,1%                      |
| 5 tháng 6, 2013  | 37         | 11,7%                    | 9,1%                      |
| 6 tháng 6, 2013  | 38         | 10,6%                    | 8,2%                      |
| 7 tháng 7, 2013  | 39         | 11,6%                    | 9,1%                      |
| 10 tháng 7, 2013 | 40         | 10,5%                    | 9,0%                      |
| 11 tháng 7, 2013 | 41         | 11,3%                    | 7,3%                      |
| 12 tháng 7, 2013 | 42         | 11,6%                    | 9,2%                      |
| 13 tháng 7, 2013 | 43         | 11,9%                    | 9,4%                      |
| 14 tháng 7, 2013 | 44         | 10,7%                    | 8,0%                      |
| 17 tháng 7, 2013 | 45         | 10,8%                    | 8,1%                      |
| 18 tháng 7, 2013 | 46         | 11,4%                    | 8,9%                      |
| 19 tháng 7, 2013 | 47         | 12,4%                    | 8,5%                      |
| 20 tháng 7, 2013 | 48         | 12,1%                    | 9,3%                      |
| 21 tháng 7, 2013 | 49         | 11,7%                    | 10,8%                     |
| Trung bình       | Trung bình | 11,0%                    | 8,8%                      |

## Truyền hình quốc tế
- Philippines Được phát sóng trên kênh ABS-CBN từ 15 tháng 4 đến 21 tháng 6, 2013 lúc 5:15 chiều cho 49 tập. Lượt đánh giá cao nhất vào 14 tháng 5, 2013 với 15%.

- Singapore,  Malaysia Được phát sóng trên truyền hình cáp ONE TV ASIA.[28]